# (1713) Bancilhon
(1713) Bancilhon – planetoida z grupy pasa głównego asteroid okrążająca Słońce w ciągu 3 lat i 120 dni w średniej odległości 2,23 au. Została odkryta 27 września 1951 roku w Algiers Observatory w Algierze przez Louisa Boyera. Nazwa planetoidy pochodzi od Odette Bancilhon, francuskiej astronom. Przed nadaniem nazwy planetoida nosiła oznaczenie tymczasowe (1713) 1951 SC.